# Базилика Свете Клотилде у Паризу
Базиликa Свете Клотилде у Паризу (фр. Basilique Sainte-Clotilde)  је сакрални објекат Римокатоличке цркве изграђен у неоготичком стилу у периоду од 1846 до 1857. године. Она је једна од пет мањих базилика изграђених у Паризу по налогу папе Лава XIII (лат. Leo Tertius Decimus; 1810 — 1903) који је био 256. папа од 20. фебруара 1878. до 20. јула 1903. године. 

## Положај, изглед  и заштита
Базиликa Свете Клотилде у Паризу, налази се на тргу Маурицијус Дрион у 7. арондисману Париза. 
Ова негоготска базилика  некада најмодернија црква у Паризу из 19. века , јпозната је по импозантним двоструким кулама. Отворени простор испред базилике често је испуњен децом која се играју лоптом, а родитељи их гледају из сеновитом врту. 
Базилика је проглашена од стране Министарства културе Француске за културно добро од посебног значаја. 

## Историја
Историја базилике Свете Клотилде у Паризу започела је 16. фебруара 1827. године, када је на састанку париског општинског већа донета одлука да саграде цркву посвећену Светом Карлу и за тај посао изабрали су архитекту.
Међутим, изградња је започела тек две деценије касније у неоготичком стилу у складу са преференцама париског префекта који је пројекат преузео 1833. године.  Градња базилике трајала је више од једне деценије (од 1846. до 1857. године). Њену градњу започео је архитекта Христијан Гај а након његове смрти 1853. године, градњу је наставио Теодор Бал, који је такође изградио и цркву Свете Тројице у Паризу.
Базилике Свете Клотилде је освештана 30. новембра 1857. године, а посвећена је Светој Клотилди и Светом Валерију.
Црквене оргуље израдио је Aristide Cavaillé-Coll. Од  1859.  до  1890. године, оргуљаш у базилику је био Сезар Франк (франц. César (Auguste-Jean-Guillaume-Hubert) професор, оргуљаш и композитор, рођен у Белгији, а касније натурализован у Француској.
Поводом прославе  1400-те годишњице крштења папп Лава III, која је аодржана 1897. године папе Лав XIII. је уздигао цркву у мању базилику.
Током 2007. години у цркви је изграђен, нови главни олтар.
- Улаз у цркву
- Фигуре у подножју главног портала

## Унутрашњост базилике и њена уметничка дела
- Главни олтар.
- Олтар са леве стране.
- Столица у главном броду.
- Статуа Св. Клотилде.